# Karl Kässbohrer
 (octobre 2019).
Si vous disposez d'ouvrages ou d'articles de référence ou si vous connaissez des sites web de qualité traitant du thème abordé ici, merci de compléter l'article en donnant les références utiles à sa vérifiabilité et en les liant à la section « Notes et références ».
Karl Kässbohrer, né en mai 1901 à Ulm et mort en avril 1973 dans cette même ville, est un entrepreneur allemand qui, en 1950, fonde l'entreprise Setra à Neu-Ulm en Bavière. Cette entreprise développe et construit des autobus et autocars de ligne et de tourisme.